# أفروديتي فريدا
أفروديتي فريدا (باليونانية: Αφροδίτη Φρυδά)‏ هي مغنية يونانية، ولدت في 1964 في أثينا في اليونان.

## وصلات خارجية
- الموقع الرسمي
- أفروديتي فريدا على موقع ميوزك برينز (الإنجليزية)
- أفروديتي فريدا على موقع ديسكوغز (الإنجليزية)